# Stefan Klos
Stefan Klos (Dortmund, 16 de agosto de 1971) é um ex-futebolista alemão que atuava como goleiro. Teve seu melhor momento na carreira defendendo o Borussia Dortmund.

## Carreira
Após jogar nas categorias de base do TuS Eving-Lindenhorst e do Eintracht Dortmund, Klos assinou com o Borussia em 1990, mas sua estreia veio apenas em maio de 1991, contra o SG Wattenscheid 09 (empate por 2 a 2). Na época, tinha apenas 19 anos. Na temporada 1991-92, desbancou o então titular absoluto Wolfgang de Beer, tornando-se um novo ídolo da torcida aurinegra.
Foi um dos destaques da conquista da Liga dos Campeões da UEFA de 1996–97 e da Copa Europeia/Sul-Americana de 1997, onde o Borussia Dortmund superou, respectivamente, Juventus e Cruzeiro. No ano seguinte, deixou a equipe, tendo sido contratado pelo Glasgow Rangers em dezembro.
Fez sua estreia pelos Teddy Bears em 1999, desbancando o antigo titular Lionel Charbonnier. Até 2007, foram 208 partidas pela equipe azul de Glasgow, sendo inclusive nomeado capitão em julho de 2004.
Os problemas com lesões começaram a incomodar Klos em janeiro de 2005, quando sofreu ruptura dos ligamentos do joelho durante um treino, perdendo o restante da temporada - para seu lugar, foi contratado outro veterano goleiro, Ronald Waterreus. Quando Klos recuperou sua forma física, o holandês já havia sido efetivado como novo titular. Com a saída de Waterreus, esperava-se que Stefan voltasse ao gol do Rangers, disputando o posto com o francês Lionel Letizi; um acidente de bicicleta minou suas chances, dando oportunidade para que Allan McGregor, então terceiro goleiro, recebesse sua primeira chance - o alemão só voltaria a jogar em novembro de 2006, contra o Hapoel Tel Aviv, pela Copa da UEFA de 2006-07, devido à expulsão de McGregor.
Percebendo que não teria mais chances com Walter Smith, Klos foi dispensado do Rangers em 2007, encerrando sua carreira pouco depois, inclusive fixando residência na Suíça. Em 2009, foi incluído no Hall da Fama dos Gers.

## Seleção Alemã
Embora vivesse boa fase no Borussia Dortmund, Klos jamais foi convocado para defender a Seleção da Alemanha principal nos anos 90. Suas presenças na Mannschaft resumiram-se à categoria sub-21 (17 jogos entre 1991 e 1993) e à seleção olímpica, em 1992 (dois jogos), mas a Alemanha não se classificou para as Olimpíadas de Barcelona.
Esteve prestes a fazer parte do elenco que viria a ser campeão da Eurocopa de 1996, mas uma lesão no polegar o impediu de participar do torneio - Oliver Reck, do Werder Bremen, foi escolhido para seu lugar.

## Títulos

### Com o Borussia Dortmund
- Liga dos Campeões da UEFA: 1 (1996-97)
- Copa Intercontinental: 1 (1997)
- Bundesliga: 2 (1994–95, 1995–96)

### Com o Rangers
- Scottish Premier League: 4 (1998–99, 1999–00, 2002–03, 2004–05)
- Copa da Escócia: 3 (1998–99, 2001–02, 2002–03)
- Copa da Liga Escocesa: 2 (2001–02, 2002–03)